# ヨーロッパ美酒・美食巡礼
ヨーロッパ美酒・美食巡礼（ヨーロッパびしゅ・びしょくじゅんれい）は、2009年4月7日から9月29日までBS日本（BS日テレ）で放送されていた紀行番組である。

## 概要
放送時間は毎週火曜日19:00 - 19:26(JST)の26分枠で、ナレーターは常盤貴子がキャスティングされている。

## スタッフ
- 企画：田尻涼（BS日テレ）、原田俊英（IMAGICA TV）
- 構成：市川幸宏
- 編集：河邉修一、鈴木教文
- 演出：森下徹
- プロデューサー：鈴木旬也（BS日テレ）、原田俊英（IMAGICA TV）、早出真知子（IMAGICA TV）
- 制作協力：IMAGICA TV、フォレストアップ
- 製作著作：BS日テレ

## 放送日時とサブタイトル・内容
基本的に2週続けて同サブタイトルで同内容を放送している。
1. 2009年4月7日・14日「ボルドーワイン」
2. 2009年4月21日・5月12日「ビールの国に息づく伝統　〜ドイツ・ベルギー〜」篇[1]
800種類にも及ぶと言われるベルギー産のビールとその魅力を紹介。取材にベルギー観光局とベルギービール広報センターが協力した[2]。
3. 2009年5月19日・26日「不屈の魂が育んだ芳香のスコッチウィスキー 〜スコットランド〜」篇[3]
4. 2009年6月23日・7月14日「液体の宝石 リキュール 〜オランダ・イタリア〜」[4]